# Roberto Sighel
Roberto Sighel (ur. 17 lutego 1967 w Baselga di Piné) – włoski łyżwiarz szybki, wielokrotny medalista mistrzostw świata i Europy.
Ojciec Arianny i Pietro, również łyżwiarzy szybkich.

## Kariera
Pierwszy raz na arenie międzynarodowej Roberto Sighel pojawił się w 1984 roku, kiedy zajął 31. miejsce w wieloboju podczas mistrzostw świata juniorów w Assen. W 1988 roku wystąpił na igrzyskach olimpijskich w Calgary, zajmując siódme miejsce na dystansie 10 000 m oraz jedenaste w biegu na 5000 m. Pierwszy sukces osiągnął w 1991 roku, kiedy wywalczył srebrny medal na wielobojowych mistrzostwach świata w Heerenveen. Rozdzielił tam na podium Johanna Olava Kossa z Norwegii oraz Barta Veldkampa z Holandii. Na rozgrywanych rok później mistrzostwach świata w Calgary sięgnął po złoty medal, wyprzedzając bezpośrednio Holendra Falko Zandstrę i Johanna Olava Kossa. W 1992 roku brał też udział w igrzyskach w Albertville, gdzie jego najlepszym wynikiem było dziesiąte miejsce w biegu na 10 000 m. Nieco słabiej wypadł na igrzyskach w Lillehammer w 1994 roku, gdzie ani razu nie znalazł się w czołowej dziesiątce. Najwyższą pozycję zajął w biegu na 1500 m, w którym był dwunasty. W styczniu 1995 roku zajął trzecie miejsce podczas wielobojowych mistrzostw Europy w Heerenveen, przegrywając tylko z dwoma Holendrami: Rintje Ritsmą i Falko Zandstrą. Trzecie miejsce zajął także miesiąc później, na mistrzostwach świata w Baselga di Pinè, gdzie lepsi byli Ritsma oraz Keiji Shirahata z Japonii. Kolejne trzy medale wywalczył w 1998 roku. Najpierw był drugi za Ritsmą na mistrzostwach Europy w Helsinkach, a następnie zajął trzecie miejsce na mistrzostwach świata w Heerenveen. Ponadto w marcu tego samego roku był trzeci w biegu na 1500 m podczas dystansowych mistrzostwach świata w Calgary. Uległ tam jedynie Norwegowi Ådne Søndrålowi i Idsowi Postmie z Holandii. W 1998 roku wystartował także w biegach na 5000 i 10 000 m na igrzyskach w Nagano, w obu przypadkach kończąc rywalizację na dziewiątej pozycji. Ostatni medale zdobył w 1999 roku na mistrzostwach Europy w Heerenveen, przegrywając tylko z Ritsmą. Miesiąc później był czwarty podczas mistrzostw świata w Hamar, przegrywając walkę o medal z Norwegiem, Eskilem Ervikiem. Brał także udział w igrzyskach olimpijskich w Salt Lake City w 2002 roku, zajmując siódme miejsce na dystansach 5000 i 10 000 m oraz 32. miejsce w biegu na 1500 m. Dziewięciokrotnie stawał na podium zawodów Pucharu Świata, odnosząc przy tym dwa zwycięstwa: 18 marca 1989 roku w Heerenveen i 22 marca 1998 roku w Milwaukee wygrywał na 5000 m. Najlepsze wyniki osiągnął w sezonie 1990/1991, kiedy był czwarty w klasyfikacji końcowej 5000/10 000 m. W 2002 roku zakończył karierę.